# Historia de un oso
Historia de un oso (en inglés: Bear Story) es un cortometraje animado chileno de 2014, realizado por la productora Punkrobot, dirigido por Gabriel Osorio y producido por Patricio Escala. Fue ganador de la categoría mejor cortometraje animado en la 88.ª edición de los Premios Óscar, siendo la primera producción chilena en obtener uno, la segunda en ser nominada —tras el largometraje No—, así como la única producción latinoamericana de animación en triunfar en el evento y ser nominada en dicha categoría.

## Sinopsis
Un viejo oso sale todos los días a la misma esquina para montar un espectáculo callejero, un pequeño teatro (como el teatro Lambe-Lambe) que él mismo ha construido lleno de marionetas de hojalata. Los peatones se paran a ver qué historia se esconde tras ese pequeño teatro.

## Producción

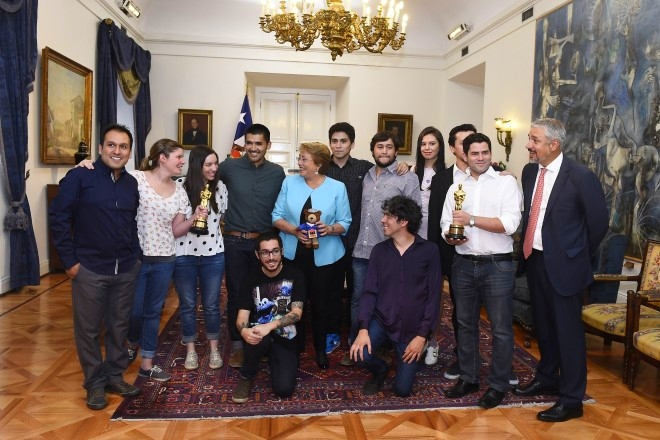
El equipo creador del cortometraje durante una visita al Palacio de La Moneda.

El corto se inspiró en la historia del abuelo del director, Leopoldo Osorio, quien tras el golpe de Estado en Chile de 1973 fue encarcelado por dos años, y luego viajó a México y se exilió en Inglaterra, donde formó una nueva familia. Su ambientación recrea las comunas de Quinta Normal y Valparaíso en Chile.
Tomó tres años de producción y mezcla cuatro técnicas de animación: computarizada, 2D, 3D y stop motion. Tuvo un presupuesto de USD 40 000 y el apoyo de la Corporación de Fomento de la Producción, el Fondo Audiovisual de la Cultura y la Universidad de las Américas.

## Estreno
Historia de un oso fue estrenada en Chile en el Festival Chilemonos, el 8 de mayo de 2014, mientras que su estreno internacional se realizó en el Festival Internacional de Cine de Animación de Annecy (Francia) en junio del mismo año. Fue emitido por primera vez en televisión el 12 de marzo de 2016 por el canal chileno TVN. También fue proyectada antes de Zootopia en algunos cines en su estreno en Chile.

## Premios
| Año  | Premio                                     | País               | Categoría                       |
| ---- | ------------------------------------------ | ------------------ | ------------------------------- |
| 2014 | Little Big Shots (Film Festival for Kids)  | Australia          | Mejor película                  |
| 2014 | Anima Mundi                                | Brasil             | Mejor dirección de arte         |
| 2014 | Anima Mundi                                | Brasil             | Mejor corto para niños          |
| 2014 | Kuandu International Animation Festival    | República de China | Grand Prize                     |
| 2014 | KLIK! Animation                            | Países Bajos       | Premio de la audiencia          |
| 2015 | Animasyros                                 | Grecia             | Grand Prize                     |
| 2015 | Washington D. C. Independent Film Festival | Estados Unidos     | Mejor animación                 |
| 2015 | Cleveland International Film Festival      | Estados Unidos     | Mejor animación                 |
| 2015 | Alucine Latin Film + Media Arts Festival   | Canadá             | Mejor animación                 |
| 2015 | Premios HAFE                               | Países Bajos       | Premio de la audiencia infantil |
| 2016 | Premios Óscar                              | Estados Unidos     | Mejor cortometraje animado      |

Además, en 2015 recibió premios en los festivales de cine RiverRun International Film Festival, IndieLisboa International Independent Film Festival y Florida Film Festival.

## Productos derivados

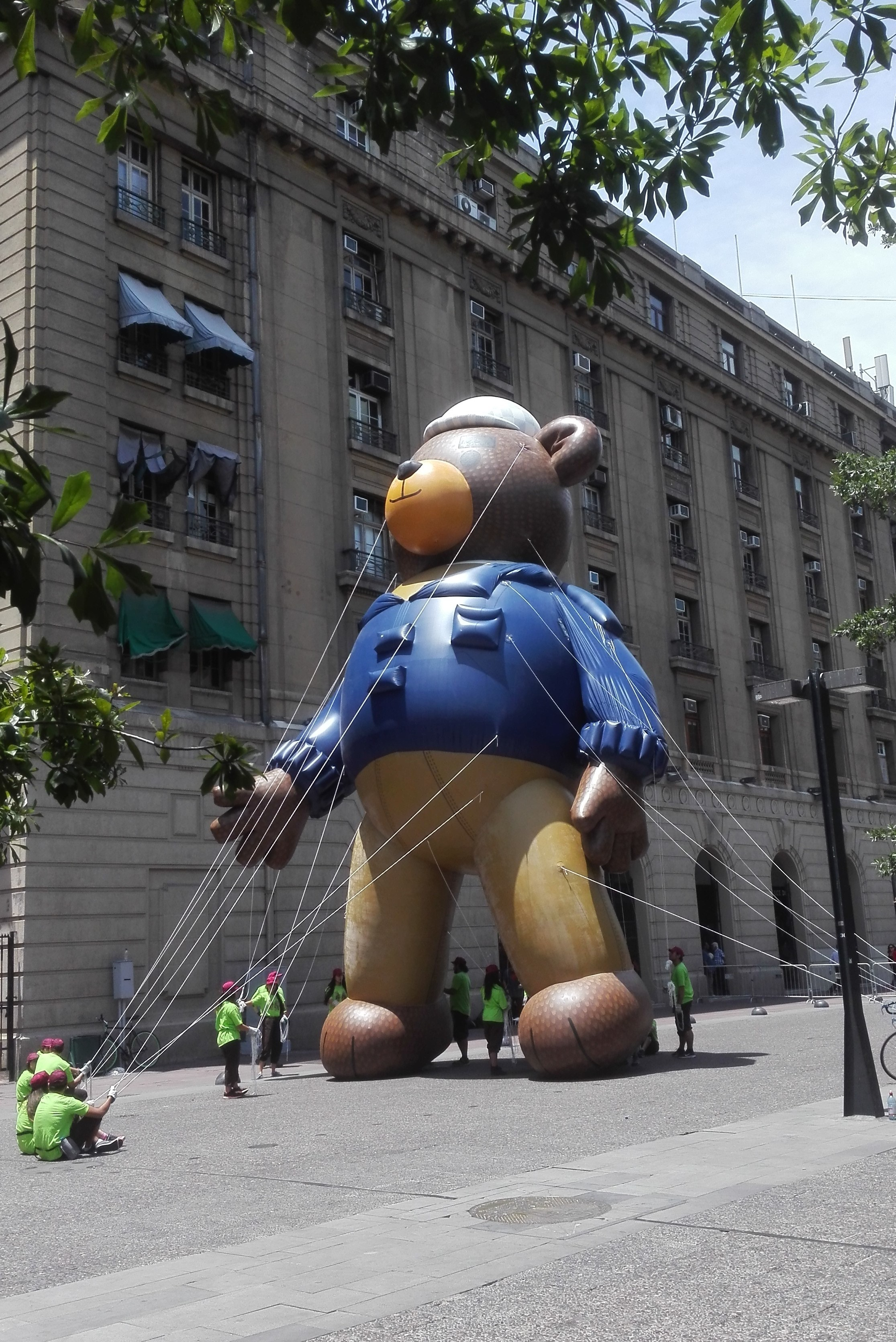
Globo con la figura de Papá Oso en el ensayo del París Parade 2016, en Chile.

- El 7 de agosto de 2016, en el Día del Niño, la productora Punkrobot y la editorial Zig-Zag presentaron y lanzaron al mercado chileno el álbum ilustrado del cortometraje en el Teatro Municipal de Quinta Normal. Fue dibujado con tinta china y coloreado con acuarela por Antonia Herrera y Gabriel Osorio. Cuenta con 36 páginas a color, formato de 21,6 x 28 centímetros y encuadernación de tapa dura.[18] En septiembre de dicho año lideró las ventas de libros en Chile.[19]
- La productora Punkrobot diseñó y construyó un globo gigante del protagonista del cortometraje, Papá Oso, para encabezar el desfile anual «París Parade», que fue realizado el 11 de diciembre de 2016 en la Alameda de la ciudad de Santiago.[20]
- El Consejo Nacional de la Cultura y las Artes financiará a través del Fondo Nacional de Desarrollo Cultural y las Artes el largometraje de la historia con $179.896.500 de pesos chilenos para 85 minutos de duración aproximadamente.[21]